# Triaenonychoides
Genre
Triaenonychoides est un genre d'opilions laniatores de la famille des Triaenonychidae.

## Distribution
Les espèces de ce genre sont endémiques du Chili.

## Liste des espèces
Selon World Catalogue of Opiliones (30/05/2021) :
- Triaenonychoides breviops Maury, 1987
- Triaenonychoides cekalovici Soares, 1968

## Publication originale
- Soares, 1968 : « Contribuição ao estudo dos opiliões do Chile (Opiliones: Gonyleptidae, Triaenonychidae). » Papéis Avulsos de Zoologia, vol. 21, p. 259–272.